# تاماگوشی

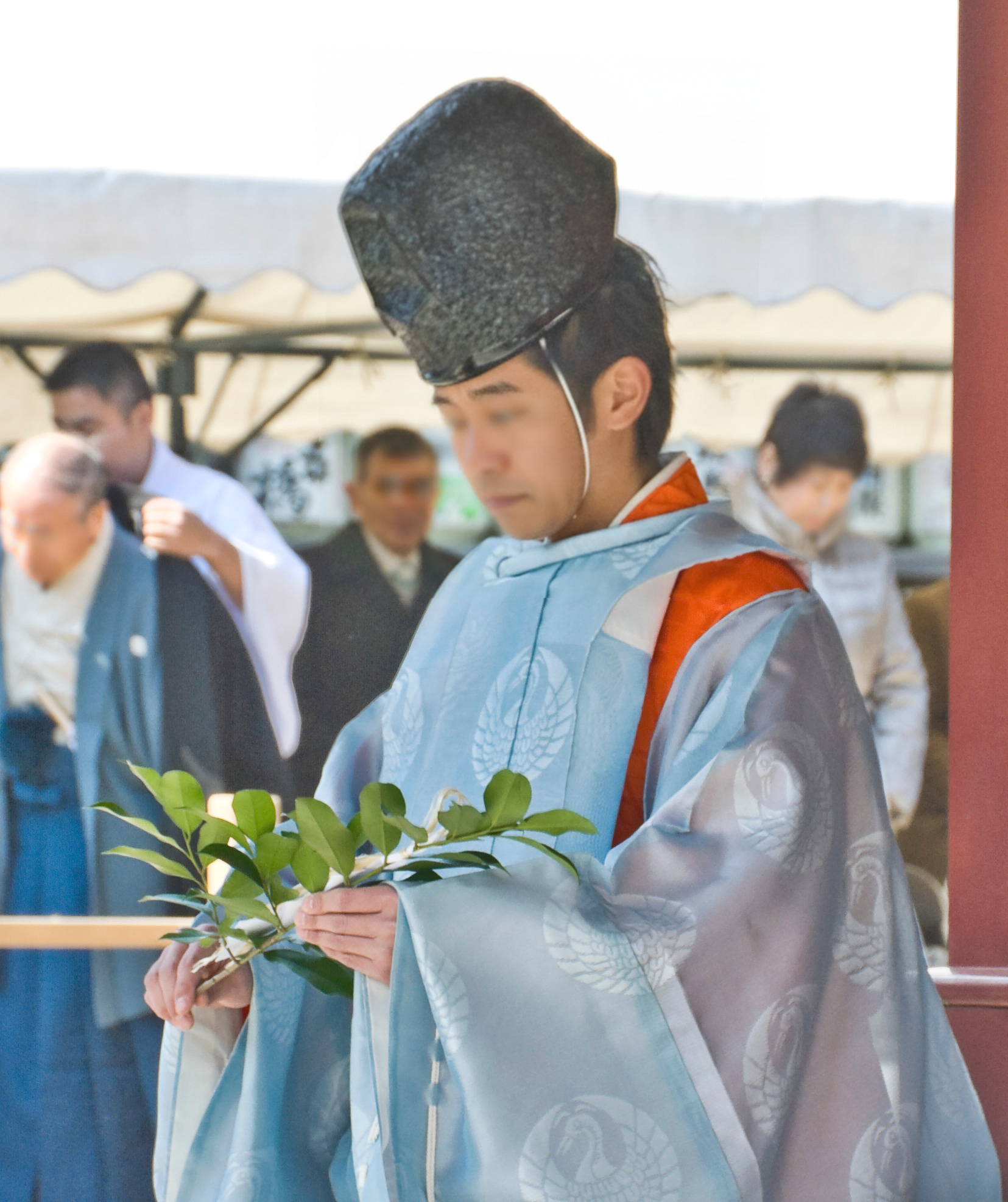
یک کاننوشی که تاماگوشی در دست دارد.

تاماگوشی، (به ژاپنی: (玉串 Tamagushi) به معنی سیخ جواهر نوعی طرح ویژه است که به دین شینتو اختصاص دارد. تاماگوشی از یک شاخهٔ درخت ساکاکی، تزئین شده با نوارهای شید از جنس کاغذ، ابریشم یا پنبه‌ای، ساخته شده‌است. در عروسی‌های ژاپنی، مراسم تشییع جنازه، میامائیری و سایر مراسم در معبد شینتویی، تاماگوشی توسط راهبان به صورت آیینی به کامی (ارواح یا خدایان) تقدیم می‌شود.